# Arabia Terra
Arabia Terra est une vaste région martienne de terrains anciens et fortement cratérisés datant du Noachien située dans l'hémisphère nord de la planète, dans les quadrangles d'Ismenius Lacus, d'Oxia Palus et d'Arabia. Atteignant 5 100 km dans sa plus grande extension et centrée par 22,8° N et 5,0° E, cette région présente une altitude générale inférieure de 4 km dans sa lisière nord-ouest par rapport à l'ensemble.
Arabia Terra a été nommée ainsi en 1979 du nom de la formation d'albédo correspondante observée par Giovanni Schiaparelli, qui l'avait baptisée ainsi en référence à l'Arabie sur Terre.

## Géologie
En mars 1997, une étude espagnole sur Arabia Terra a été conduite afin de mieux appréhender son histoire géologique. Elle a notamment montré que les cratères situés près de l'équateur sont globalement plus jeunes que ceux situés dans le nord de la région jusqu'au sud de Noachis Terra, rajeunissement du terrain qui pourrait être interprété comme le signe de la subduction passée des basses terres environnantes sous cette région à l'époque du Noachien, entre 4,6 et 3,5 milliards d'années.
Arabia Terra est surtout connue comme la région identifiée en 2003 par les instruments de la sonde Mars Odyssey comme étant la plus riche en hydrogène de toute la surface de Mars, d'où une forte présomption de présence d'eau dans les matériaux qui en composent le sol.